# 小倉久寛のオグラでオグラだ!
小倉久寛のオグラでオグラだ!（おぐらひさひろのオグラでオグラだ!）は、ニッポン放送の制作で、同局の夜の時間帯で放送されていたラジオ番組。

## 概要
放送期間は1986年10月13日から1987年4月3日まで、及び1987年10月12日から1988年4月1日までの2期間。ナイター中継の無い、ナイターオフの期間に放送されていた。
三宅裕司がパーソナリティを務める「ヤングパラダイス」の前の時間に放送されていたため、劇団スーパー・エキセントリック・シアターの俳優の番組が2本並ぶことになった。
番組タイトルはビートルズの曲「オブラディ・オブラダ」に由来（MBSラジオの番組「ノムラでノムラだ♪」と同様）。同曲は本番組のテーマ曲でもあり、サビの部分の歌詞を本番組のタイトルに変えて使用していた。

## 放送時間
毎週月曜日 - 木曜日 21：00 - 22：00（JST(以降略)）

## 出演者
メインパーソナリティ：小倉久寛

### パートナー
- 1986年度
  - 月曜日：島田奈美
  - 火曜日：真璃子
  - 水曜日：原田ゆかり
  - 木曜日：中村由真

- 1987年度
  - 月曜日：田中律子
  - 火曜日：小沢なつき
  - 水曜日：島田奈美
  - 木曜日：酒井法子

## 主なコーナー
早い者勝ちクイズ・日本の謎
1986年度の放送で、番組開始後すぐに始まっていたコーナー。答えを電話で受け付け、一番早く正解したリスナーに一万円がプレゼントされた。難しい問題が多く、21:20の受付終了までに正解が出なかった日も時々あった。
とんでもないナゾナゾ
1986年度の放送。リスナーから、とんでもないオチ、ナンセンスと言われるなぞなぞのネタを募集していた。
早い者勝ちクイズ・世界の謎
1987年度の放送で、「日本の謎」同様、番組開始直後のコーナー。基本は「日本の謎」と同じであるが、変更点は、複数ある受付電話の中で、オペレーターに繋がるのは一台だけで、他の電話に掛かった場合は、男性スタッフの「スカ！」の一言で切られてしまうというもの。そのため、賞金獲得のハードルがかなり高くなった。
ブラバン大集合
1987年度の放送。3～4人のリスナーが電話で同時に出演して、電話越しに楽器などを鳴らしてブラスバンド風の“音楽会”を行う。鳴らす物は楽器以外の物でも可。小倉もラッパ演奏で参加した。

## 内包番組
1986年度
- ビーバーヤング 木村一八のギリギリtwist and shut （21：30 - 21：40頃放送）
- 浅倉南のタッチ・イン・ラブ（日髙のり子、半熟隊（神田利則、相田康次）　21:50 - 21:55頃放送）

1987年度
- ビーバーヤング 光のスターライトキッス （21：30 - 21：40頃放送）